# Рем Дигга
Рем Ди́гга (настоящее имя — Рома́н Вячесла́вович Воро́нин; род. 1 февраля 1987, Гуково, Ростовская область) — российский рэп-исполнитель и битмейкер, бывший участник рэп-группы «Суисайд».

## Биография
Родился 1 февраля 1987 года в городе Гуково Ростовской области. Учился в общеобразовательной школе № 23 имени В. А. Шеболдаева; с 10 лет начал ходить в музыкальную школу, где учился по классу гитары и фортепиано. Тогда же и началось его увлечение рэпом. Как вспоминает Роман в одном из интервью, школьный друг дал послушать альбом Shut ’Em Down группы Onyx и это произвело на него сильное впечатление. В 11 лет он впервые прочитал рэп на школьном утреннике. Позднее вместе с рэп-исполнителем Шамой, с которым был знаком со школы, создал группу «Суисайд».

### 2005—2009: «Суисайд», травма, «Периметр»
В 2005 году в составе группы был записан альбом «Брутальная тематика» на студии «Собино» у Хамиля, одного из участников группы «Каста», тогда же РоЭмДи познакомился со всей группой. Альбом был выпущен в ноябре 2006 года, как раз в это время Роман был призван на срочную службу в Вооружённые Силы России, где служил в разведроте 108-го полка 7-й воздушно-десантной дивизии. Даже пребывая в армии, Дигга продолжал писать музыку.
По возвращении Роман устроился на работу, однако в результате несчастного случая (падение с балкона четвёртого этажа) повредил позвоночник и стал инвалидом. Как сам утверждает, это произошло случайно:

И я не бросался из окна из-за любви, как пишут некоторые… <…> Просто упал неудачно на асфальт. Сам не понял, как так получилось — наверное, сам виноват. Лазил вечно по домам, любил по пятиэтажкам, по балконам без страховки, дурачился. — Интервью журналу Vice
Запись дебютного сольного альбома «Периметр» проходила, когда исполнитель не мог подняться с постели. С его выходом в 2009 году к молодому рэп-исполнителю пришла первая известность, его дебют сравнивали с «Кара-Тэ» — первым альбомом Смоки Мо.

### 2011—2012: альбомы «Глубина» и «Черника», интернет-баттлы
Двумя годами позже был выпущен второй сольный альбом — «Глубина», который был включён порталами Rap.ru и Prorap.ru в десятку лучших отечественных альбомов 2011 года. Среди приглашённых исполнителей числились Влади (группа «Каста»), Нигатив (группа «Триада») и другие, а трек «Ангелы» был записан при участии американского рэпера Hell Razah из группы Sunz of Man.
В 2011 году Дигга принял участие в двух хип-хоп-баттлах — Indabattle 3 и Девятый Официальный Баттл Hip-hop.ru. В первом Рем проиграл в пятом раунде (из девяти) Bes’у (Da Tempo), а во втором занял второе место с выигрышем в 50 000 рублей, уступив RE-pac’у. В этом же году Рем Дигга совместно с сахалинской группой Black Market выпустил альбом «Убитые параграфы».
После улучшения состояния здоровья Роман начал давать гастроли по стране. В январе 2012 года российский исполнитель и американская хип-хоп-группа Onyx дали совместный концерт в Ростове, который прошёл в клубе «Тесла». Первое большое выступление Романа состоялось 6 апреля в Санкт-Петербурге в клубе ГлавClub, на концерт пришло около 2 тысяч человек. В марте Рем Дигга попал в пятёрку номинантов премии Stadium RUMA 2012 в категории «Прорыв года». В июне принял участие в фестивале Hip-Hop All Stars, проходившем в Санкт-Петербурге, к которому было подготовлено специальное промо-видео с Романом.
В июле 2012 года состоялся релиз альбома-компиляции «Крокодил говорит», в который вошли баттловые и совсем новые треки. О подготовке нового экспериментального альбома, который записывался параллельно с «Глубиной», Рем Дигга объявил перед выпуском последнего. Он заранее огласил его название («Черника») и планировал выпустить весной 2012 года, однако из-за пересведения альбом появился на свет лишь 15 октября. Сам исполнитель заранее предупредил поклонников, что этот альбом будет «лиричным и сопливым, где будет много вокала, романтики и минимум фитов, а также будет демонстрацией того, что русский рэп не обязательно должен оставаться злобным и зашифрованным».

### 2013 — настоящее время: альбомы «Корень» и «Людоед»,17-й независимый
4 июня 2013 года вышел мини-альбом под названием «Корень», в котором присутствуют как новые песни, так и совсем ранние работы Рем Дигги, записанные в подростковом возрасте. 8 января 2014 года состоялся релиз совместного с группой the Chemodan альбома «Одна петля».
31 августа 2014 года был выпущен четвёртый студийный альбом Рем Дигги «Людоед».
29 декабря 2014 года состоялся релиз совместного с FD Vadim’ом альбома «Граната».
10 февраля 2016 года Рем Дигга выпустил лирический альбом «Черника и циклоп».
30 ноября 2016 Рем Дигга выпустил сольный альбом «42/37».
В начале 2017 года выходит песня и клип с Рем Дигга и Onyx «Give It Up».
14 декабря 2018 года выходит седьмой альбом под названием «Тюльпан».
В 2018 году снял клип в Донецке, и выразил поддержку самопровозглашённой Донецкой Народной Республике.
В конце 2019 года Роман заявляется на 17-й независимый онлайн баттл, в котором проигрывает в шестом раунде BESy (DA TEMPO).

## Отзывы
Российский рэпер Guf в одном из своих интервью отозвался о творчестве Рем Дигги так:

…Я слушал и мне нравится многое из Рем Дигги. Кое-что совсем не нравится…— Гуф — Ответ на Вопрос про Рем Диггу
Другой исполнитель из России, Смоки Мо, выразил уважение к нему:

…Я очень уважаю этого человека. Он достоин, чтобы зайти на самый верх нашей игры.— Смоки Мо про Рем Диггу

## Дискография
| Сольные студийные альбомы - 2009 — «Периметр» - 2011 — «Глубина» - 2012 — «Черника» - 2014 — «Людоед» - 2016 — «Черника и Циклоп» - 2016 — «42/37» - 2018 — «Тюльпан» Мини-альбомы - 2013 — «Корень» Микстейпы - 2012 — «Крокодил говорит» Коллаборации - 2006 — «Брутальная тематика» (в составе группы «Суисайд») - 2011 — «Убитые параграфы» (совместно с Black Market) - 2014 — «Одна петля» (совместно с the Chemodan) - 2014 — «Граната» (совместно с FD Vadim) Синглы - 2011 — «Hardcore» (уч. Смоки Мо) - 2012 — «Декантация» (уч. Black Market) - 2013 — «Телега» (уч. Slim, Гига, Нигатив) - 2013 — «К тебе» - 2014 — «Касание» - 2015 — «Зима» - 2015 — «На юг» - 2016 — «Отпусти» - 2017 — «Конфетка» - 2017 — «В огне» - 2017 — «Не комптон» - 2018 — «Из окон» (уч. Звонкий) - 2018 — «Шкура» - 2018 — «Одна минута» - 2018 — «Когда нибудь» - 2019 — «Как пак» - 2019 — «Тюльпан» - 2019 — «Третий Домашний» (уч. Санн) - 2019 — «Почему дрожит осина» - 2019 — «Снега не будет» (уч. NyBracho) - 2019 — «Песни свои» (уч. Гена Гром, Шама) - 2020 — «Морская» - 2020 — «Под неожиданным углом» - 2020 — «Фонари» (уч. NyBracho) - 2021 — «Сандали» - 2022 — «Люби меня, люби» (уч. Смоки Мо) | Участие - 2006 — «Караван теней» (альбом группы «Антанта») - 2006 — «Баллистика» (совместный сборник Эйсика и DJ Illz) - 2009 — «Высота» (альбом Эйсика) - 2009 — «Сухое горючее» (альбом группы «Песочные люди») - 2010 — «Мачете» (альбом Шамы) - 2010 — «Пока кое-кто умер» (альбом группы the Chemodan) - 2011 — «Во все тяжкие» (альбом Меззы Морты) - 2011 — «Чёрный лебедь» (сингл Меззы Морты) - 2011 — «Т.Г.К.липсис» (альбом группы «Триагрутрики») - 2011 — «Круги под глазами» (мини-альбом группы the Chemodan) - 2011 — «Колесо — оба зрения» (альбом группы «Песочные люди») - 2011 — «Баллистика 2» (совместный сборник Эйсика и DJ Illz) - 2011 — Gnoy (альбом группы the Chemodan) - 2012 — «Число зверя» (альбом группы Black Market) - 2012 — «Кеды» (мини-альбом Саши Кальяна (Black Market) и Гены Грома) - 2013 — «Ешь» (альбом Brick Bazuka) - 2013 — Feat. Vol. 1 (альбом группы Digital Squad) - 2013 — «Баста 4» (альбом Басты) - 2013 — «Осязание» (альбом Слеп Ро) - 2013 — «Вкратце» (альбом L iZReaL) - 2013 — «Исток» (альбом группы «Триада») 2014 — «Доза 1» (сборник Тато) - 2014 — «Алоха» (альбом группы «Алкоголь После Спорта») - 2014 — «Небоскрёб» (альбом объединения XX Fam) - 2014 — «X.A.O.S. Действие II» (альбом Skato) - 2015 — 88.1 (альбом Алкоголь После Спорта) - 2015 — «Абсурд и Аллегория» (альбом The Chemodan, Эфди Вадим) - 2016 — «Рекорды» (альбом Murovei) - 2016 — «Социум» (альбом Старкова) - 2017 — «I Got Love» (альбом дуэта MiyaGi и Эндшпиль «Hajime pt. 2») - 2017 — «Четырёхглавый орёт» (альбом группы Каста) - 2018 — «Дикая аллея» (альбом True Star) - 2018 — «Don’t Cry» (альбом дуэта MiyaGi и Эндшпиль «Hajime pt. 3») - 2018 — «Аврора» (альбом Кажэ) - 2018 — «Мир моих иллюзий» (альбом Звонкого) - 2019 — «Нули» (альбом Kraysа) - 2019 — «Эскимо» (альбом Katrin Mokko) - 2019 — «Источник» (альбом Эрики Лундмоен) - 2021 — «Чернила осьминога (Deluxe)» (альбом группы Каста) |

- 2022 — «Ледяная Тюрьма»)[Конец это Начало]альбом группы The Chemodan)

## Видеография
|  |

### Видеоклипы
| - 2012 — «Белые банты» - 2012 — «Тайна» (уч. Guf) - 2013 — «Шмарина» - 2013 — «Лови» - 2013 — «Безумное зло» - 2013 — «Судороги» - 2014 — «4 топора» (уч. Слеп Ро, Murovei) - 2014 — «Город угля» (уч. Mania) - 2014 — «Вий» - 2015 — «Улицы молчат» (уч. Кажэ Обойма) - 2015 — «Атлантика» - 2015 — «+ 500» при (уч. L (iZReaL)) - 2015 — «на низах» - 2015 — «Далеко» (уч. Chris Yank) - 2015 — «На Юг» | - 2017 — «Give It Up» (уч. Onyx) - 2017 — «42 & 37» - 2017 — «Дорога домой» (уч. Chris Yank) - 2017 — Miyagi, Эндшпиль при участии. Рем Дигга- I got love - 2017 — «Шахта» (уч. Mania) - 2017 — «УльтиматуМ» - 2017 — «В огне» - 2018 — «Дельфины» - 2018 — «Когда Нибудь» - 2018 — «Вера» при уч. Miyagi - 2018 — «Бадаландабад» при уч. Miyagi - 2018 — «Когда нибудь» - 2018 — «Делай любовь» при уч. Звонкого & Ёлки - 2019 — «Как Пак» - 2019 — «Третий домашний» при уч. Санн - 2019 — «Почему дрожит осина» |

### Видеоприглашения
- 2012 — «Приглашение на Hip-Hop All Stars 2012»
- 2013 — «Папа рапа»[18]
- 2013 — «Приглашение на Hip-Hop All Stars 2013»
- 2013 — «На майке крок»[19]
- 2014 — «Быть» (большое приглашение)
- 2017 — «первый домашний» (уч. СлепРо, Санн)
- 2017 — «I Got Love» (MiyaGi и Эндшпиль)

## Фильмография
- 2012 — «Я это Я» (документальный проект);
- 2019 — BEEF: Русский хип-хоп

## Награды и номинации
- Финалист 9-го официального баттла Hip-hop.ru.
- На премии RUMA 2012 был номинирован в двух категориях — «Прорыв года» и «Feat. года» («Чёрт» п.у. Смоки Мо)[20].
- Альбом «Черника» был номинирован в категории «Лучший альбом 2012» интернет-журналом «МузКуб»[21].
- Победитель в общественном голосовании Hip-hop.ru Awards 2011 в номинациях «Открытие года»[22], «Открытие баттла», «Разочарование баттла», «Лучший MC баттла», «Лучший спарринг баттла» (против СД и против Типси Типа), «Лучший трек баттла»[23].